# Neoneura luzmarina
Neoneura luzmarina – gatunek ważki z rodziny łątkowatych (Coenagrionidae). Występuje na terenie Ameryki Południowej.